# Ferrari 212 F1
O Ferrari 212 F1 é o modelo da Ferrari utilizado nas temporadas de 1951 e 1952. Foi guiado por Rudi Fischer, Peter Hirt, Rudolf Schoeller e Hans Stuck.